# ویرجینیا وید
 ویرجینیا وید (انگلیسی: Virginia Wade؛ زاده ۱۰ ژوئیهٔ ۱۹۴۵) یک تنیس‌باز اهل بریتانیا است.